# جزيرة فورد
جزيرة فورد (بالهاوائية: Poka ʻAilana) (بالإنجليزية: Ford Island) هي جزيرة في وسط بيرل هاربور (ميناء اللؤلؤة)، في أواهو، في ولاية هاواي بالولايات المتحدة. وتُعرف باسم جزيرة الأرنب، وجزيرة مارين، وجزيرة الماعز الصغير، واسمها الهاوائي الأصلي هو Mokuʻumeʻume. تبلغ مساحة الجزيرة 334 فدانًا (135 هكتار) عندما تم مسحها في عام 1825، والتي زادت خلال ثلاثينيات القرن العشرين إلى 441 فدان (178 هكتار) مع ما تم تجريفه من بيرل هاربور من قبل البحرية الأمريكية لاستيعاب البوارج.
كان هذا موقع طقوس خصوبة هاواي القديمة، والتي أوقفها المبشرون المسيحيون خلال ثلاثينيات القرن التاسع عشر. أعطى الملك كاميهاميها الأول هذه الجزيرة إلى الهارب من التجنيد فرانسيسكو دي باولا مارين، وعادت بعد ذلك إلى الملكية. بعد أن اشتُريت الجزيرة في مزاد من قبل جيمس إسحاق دوست وبيعت إلى كارولين جاكسون، أصبحت ملكًا للدكتور سيث بورتر فورد عن طريق الزواج وأعيدت تسميتها جزيرة فورد. بعد موت فورد، باع ابنه الجزيرة إلى مزرعة جون بابا وحُولت إلى مزرعة لقصب السكر.
في عام 1916، بيع جزء من جزيرة فورد للجيش الأمريكي لاستخدامه من قبل قسم الطيران في هاواي، وبحلول عام 1939 استولت عليه البحرية الأمريكية كمحطة لصيانة البوارج والغواصات. من 1910 إلى أربعينيات القرن العشرين، استمرت الجزيرة في النمو كمركز إستراتيجي لعمليات البحرية الأمريكية في المحيط الهادئ. كانت جزيرة فورد في مركز الهجوم على بيرل هاربور وعلى أسطول الولايات المتحدة في المحيط الهادئ من الأسطول الياباني في 7 ديسمبر عام 1941. وقد تم تصنيفها كمعلم تاريخي وطني في عام 1964، وفي عام 2011 أُدرجت في الصندوق الوطني للحفاظ على التاريخ، باعتبارها واحدة من أكثر المواقع التاريخية المهددة بالزوال في الولايات المتحدة.
بحلول أواخر التسعينات، تم استثمار مئات الملايين من الدولارات في التطوير العقاري والبنية التحتية، بما في ذلك جسر جديد. تستمر جزيرة فورد في القيام بدور نشط في منطقة المحيط الهادئ، حيث تستضيف وظائف عسكرية في مركز حرب المحيط الهادئ والوظائف المدنية في مركز التحذير من تسونامي أمواج المحيط الهادئ التابع للإدارة الوطنية للمحيطات والغلاف الجوي. وقد ظهرت الجزيرة في أفلام مثل تورا! تورا! تورا! وبيرل هاربور، وتستقبل السياح من الولايات المتحدة والخارج في نصب يو إس إس أريزونا التذكاري ومتحف يو إس إس ميسوري.

## جغرافيا
تقع جزيرة فورد داخل بيرل هاربور، جنوب أواهو في جزر هاواي. ينقسم بيرل هاربور إلى ثلاث مسطحات كبيرة تسمى بحيرة الغربية، والبحيرة الوسطى، والبحيرة الشرقية، حيث جزيرة فورد في وسط البحيرة الشرقية. ويبلغ طولها 1.5 ميل (2.4 كـم) وعرضها 0.75 ميل (1.21 كـم)، وتم توسيعها من 334 إلى 441 فدّاناً بين عامي 1930 و1940 باستخدام الأرض التي تم تجريفها من الميناء المحيط. تتألف الأرض من سهل مسطح نسبيًا يرتفع من 5 إلى 15 قدم (1.5 إلى 4.6 م) فوق متوسط مستوى المياه، والمنحدرات نحو بيرل هاربور. وتتصل بجزيرة أواهو الأكبر، المحيطة بميناء بيرل هاربور، عبر جسر بطول 4,672 قدم (1,424 م) عند طرفها الشمالي الذي يعبر شرقي حلاوة لاندنغ.
تتكوّن تربة الجزيرة بشكل أساسي من مادة بركانية، ورواسب بحيرة شاطئة، وكتل مرجانية، ورمال طمية من عملية التجريف. تتكون مادته البركانية من الرواسب الريحية، والطَّفَّة، والبازلت. تتكون جزيرة فورد الأصلية من نتوء مرجاني. يوجد جزيرتان صغيرتان بالقرب من منها: موكويني وموكويكي.

### التلوث
في عام 1991، اكتشفت البحرية تسعة معادن، واثنين من المركبات العضوية شبه المتطايرة، وثنائي الفينيل متعدد الكلور في تربة جزيرة فورد، والمياه الجوفية، والرواسب البحرية. كانت المصادر المشتبه بها تسعة خزانات وقود سعة 225,000-غالون-أمريكي (850,000 ل؛ 187,000 غالون إمب) على الجانب الشرقي الأوسط من الجزيرة (بين عامي 1924 - 1954)، ومدفن نفايات بمساحة 4.4-أكر (1.8 ها) على الشاطئ الجنوبي الغربي (بين عامي 1930 - 1960)، ومخابئ للذخائر في الجانب الشمالي الشرقي. اقترح تحقيق تغطية المناطق الملوثة بالتربة النظيفة. في عام 1994، نظرت البحرية في إزالة التربة الملوثة وتركيب ستة آبار لمراقبة المياه الجوفية، لكنها قررت اتباع التوصية الأصلية في عام 1995، وغطت التربة الملوثة بالتربة السطحية والنباتات المقاومة للتآكل (بما في ذلك الثِّيل). اكتمل نظام احتواء التلوث في عام 1996.

## النباتات والحيوانات
من المحتمل أن تكون الحياة البرية في جزيرة فورد شبيهة جدًا بتلك الموجودة في محطة نافال بيرل هاربور. تعتبر الحياة البرية هناك ضئيلة وتهيمن عليها الأنواع الغازية مثل فأر المنزل، والنمس، والفأر البني، والفئران السوداء، والدوري الشائع، وعصفور جاوة، والمينة الشائعة. اصطيدت البومة المهددة بالانقراض، وPueo (نويع من البومة قصيرة الأذن) في الجزيرة. تقريبًا كل الحياة النباتية في الجزيرة غير أصلية، بما في ذلك الصبار الصالح للأكل من كاليفورنيا الذي قدم في أواخر 1700 من قبل فرانسيسكو دي باولا مارين. كان ميناء الجزيرة مهمًا لسكان هاواي القدماء بسبب غزارة إنتاجها للأسماك، بما في ذلك البوري، وسمك السلماني، والبلمية الهاوائية. تشرف إدارة المتنزهات الوطنية والمؤسسة الأمريكية للأسماك والحياة البرية على إدارة النصب التذكاري الوطني الذي يمثل الشجاعة في ساحة معركة الحرب العالمية الثانية في المحيط الهادئ في بيرل هاربور وجزيرة فورد.

## تاريخ

### هاواي القديمة
سمى سكان هاواي القديمة الجزيرة Mokuʻumeʻume («جزيرة الجذب» أو «جزيرة الفتنة»)، بعد حفل (ʻume) الذي عقد خلال مهرجان العام للمتزوجين الذين كانوا يواجهون صعوبة في إنجاب الأطفال. في لغة هاواي تعني كلمة moku قطع أو تجزئة إلى اثنين، وكذلك جزيرة أو مدخل. تعني كلمة toume رسم، أو جذب، أو فتنة، واستخدمت لتسمية الاحتفال لعامة الناس. اعتبر مؤرخ هاواي هيرب كاواينوي كاين كلمة ʻume دلالة على لعبة مغازلة. سوف يغني أولئك الذين تم اختيارهم ل ʻume (لسن عذارى أو غير متزوجات) حول نيران كبيرة بينما يرتل زعيم القبيلة ممسكًا maile (صولجان)، يلمس به الرجال والنساء على حدة. يذهب أولئك الذين لمسوا إلى جزءٍ منعزلٍ من الجزيرة لممارسة الجنس. عندما لا يقترن الزوجات والأزواج، فإنه يتم تثبيط الغيرة. وينسب الأطفال الذين ولدوا من هذه العلاقات للزوج، وليس للأب البيولوجي. بحلول عام 1830، حظر المبشرون المسيحيون هذا النشاط.
كان سكان هاواي الأصليين في المنطقة يدعون Ke Awalau o Puʻuloa. استخدموا الجزيرة لزراعة البطيخ وحصاد العشب الأجمي المعمر لبناء أسقف من القش. وفقًا لأسطورة هاواي، قتلت الألهة كاهوباهو فتاة في الجزيرة؛ ولكنها ندمت جدًا ثم أعلنت قانونًا يحظر المزيد من القتل. وقيل أن شقيق كاهوباهو كاهيوكا (الذي أشار إليه المؤرخون في بعض الأحيان باسم ابنها، كو مانينيني) يعيش في كهف تحت الماء قبالة جزيرة فورد مع كانيكوانا، وهي سحلية مائية عملاقة توفر الغذاء لشعب إيوا بيتش.

### الكاميهاميها ومستوطنو القرن الثامن عشر

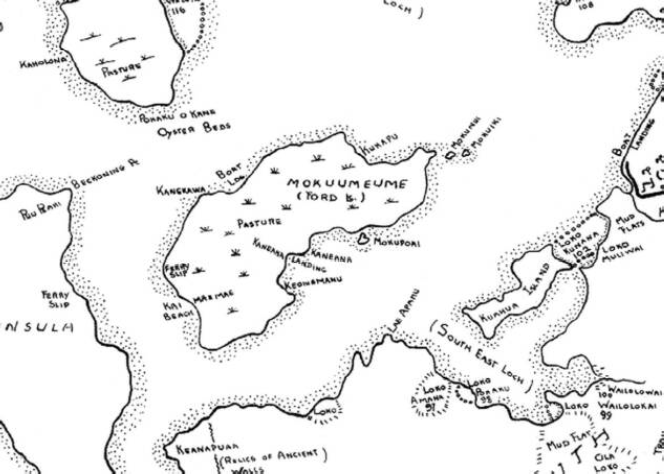
خريطة لجزيرة Moku ume ume (الاسم المحلي لجزيرة فورد)، تم تجميعها من الخرائط المؤرخة من عام 1873 وحتى عام 1915.

على الرغم من عدم وجود سجلات تاريخية تقدم تاريخًا محددًا، إلا أن الباحثين في جمعية هاواي التاريخية يعتقدون أن الجزيرة قد أُعطيت لفرانسيسكو دي باولا مارين في 9 فبراير 1818، ثم سميت باسمه لمساعدته في توفير الأسلحة التي استخدمها كاميهاميها الأول للتغلب على جزيرة أواهو. ومع ذلك، كتب مارين في افتتاحية مجلة عام 1809 أنه أُعطى الجزيرة ومياه الصيد المجاورة لها في وقت مبكر من عام 1791. استخدم الأرض لتربية الأغنام، والخنازير، والماعز، والأرانب كمخصصات للسفن، وزرع النباتات والخضروات التي استوردها.
في عام 1825، وصل الأدميرال جورج بايرون، البارون السابع بايرون، بقيادة السفينة إتش إم إس بلوند، ليعيد رفات كاميهاميها الثاني والملكة كامامالو بعد وفاتهما في إنجلترا إثر الحصبة. أثناء وجوده في أواهو، كان يرسم خريطة لنهر بيرل (المعروف اليوم باسم بيرل هاربور). أمضى عالم الطبيعة أندرو بلوكسام وقته في صيد الأرانب والبط البري في جزيرة فورد؛ أطلق مساح الأراضي التابع له الملازم تشارلز روبرت مالدن، عليها اسم جزيرة الأرانب. في عام 1826، أصبح هيرام بولدينغ أول ضابط بحري أمريكي يزور الجزيرة. كانت مطالبة مارين لملكية الجزيرة غامضة. رفض الهاوائيون عمومًا الاعتراف بملكية الأراضي للأجانب. يعتقد كاميهاميها الثاني أنه تم إقراض الجزيرة إلى مارين وبحلول خمسينيات القرن التاسع عشر، تم تقسيم الجزيرة بين كاميهاميها الرابع - الذي اشترى 214 أكر (87 ها) - والسيدة كياكاوأنوهاي، حفيدة كاميهاميها الأولى، التي حصلت على 147 أكر (59 ها) في ماهيلي العظيمة. في 28 أغسطس 1865، تم شراء الجزيرة في مزاد علني مقابل 1,040 دولار من قبل جيمس آي. دوست، الذي باعها إلى كارولين جاكسون مقابل دولار واحد في 28 ديسمبر.
وصل الدكتور سيث بورتر فورد في عام 1851 من بوسطن، ومارس الطب في مستشفى بحارة الولايات المتحدة. تزوج فورد من كارولين جاكسون في يونيو 1866، وسيطر على الجزيرة وغيّر اسمها من جزيرة مارين إلى جزيرة فورد. عندما توفي فورد في عام 1866، نُقِلت ملكية الجزيرة إلى ابنه سيث بورتر فورد الابن. كان سانفورد بي دول يدير الجزيرة نيابة عن أطفال فورد القاصرين حتى بلغ فورد الابن وباع الجزيرة في عام 1891 إلى صندوق جون بابا.

### معاملة السكر بالمثل

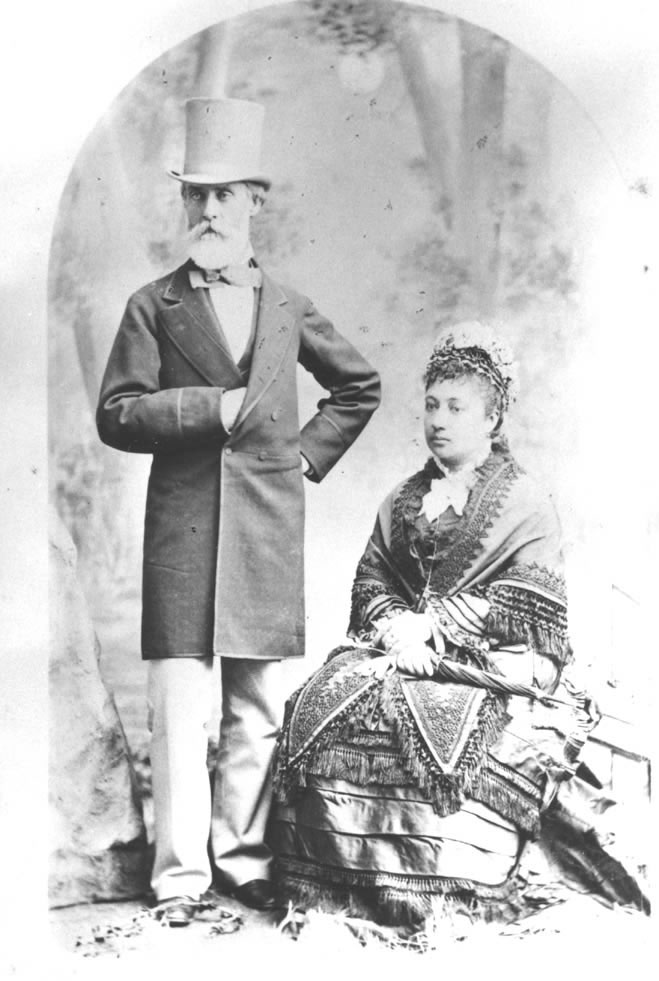
تشارلز ريد بيشوب مع زوجته بيرنيس بواهي بيشوب.

كان السكر مصدرًا رئيسيًا في هاواي منذ وصول الكابتن جيمس كوك عام 1778. خلال الخمسينات من القرن التاسع عشر، كانت التعريفة الجمركية الأمريكية على استيراد السكر من هاواي أعلى بكثير من التعريفات الجمركية على الواردات التي كان الهاوائيون يتقاضونها في الولايات المتحدة، وكان كاميهاميها الثالث يسعي إلى المعاملة بالمثل.
في وقت مبكر من عام 1873، أوصت لجنة عسكرية أمريكية بمحاولة الحصول على جزيرة فورد في مقابل استيراد الولايات المتحدة للسكر المعفى من الضرائب. في ذلك الوقت وصل اللواء جون سكوفيلد، القائد الأمريكي للقسم العسكري في المحيط الهادئ، والجنرال العميد بورتون س. ألكساندر، إلى هاواي للتأكد من قدراتها الدفاعية. كانت السيطرة الأمريكية على هاواي تعتبر ضرورية للدفاع عن الساحل الغربي للولايات المتحدة، وكانوا مهتمين بشكل خاص في بولوا، بيرل هاربور. وكان تشارلز ريد بيشوب، وهو أجنبي كان قد تزوج من عائلة كاميهاميها، قد قام ببيع إحدى موانئ هاواي، ليصبح وزيراً للخارجية في حكومة هاواي، وكان يملك أرضًا بالقرب من بولوا. وقاد الضابطين الأمريكيين حول البحيرة، على الرغم من أن زوجته بيرنيس بواهي بيشوب رفضت بشكل خاص بيع أراضي هاواي. كان العاهل وليام تشارلز لوناليلو راغبًا في السماح لبيشوب بأن يدير جميع الشؤون التجارية تقريبًا، لكن التنازل عن الأراضي أمر غير مقبول عند سكان هاواي الأصليين. يعتقد العديد من سكان الجزر أن جميع الجزر، وليس فقط بيرل هاربور، قد تضيع وبالتالب عارضوا أي تنازل عن الأرض. بحلول نوفمبر 1873، ألغى لوناليلو المفاوضات وعاد للشرب معارضًا نصيحة طبيبه. تدهورت صحته بسرعة، وتوفي في 3 فبراير 1874.
لم يترك لوناليلو أي ورثة. تم تفويض السلطة التشريعية من قبل الدستور لانتخاب الملك في هذه الحالات واختير ديفيد كالاكوا ليكون الملك التالي. تم الضغط على الحاكم الجديد من قبل الحكومة الأمريكية لتسليم بيرل هاربور إلى البحرية. كان كالاكوا قلقًا من أن يؤدي ذلك إلى الضم العسكري للولايات المتحدة ومخالفة تقاليد شعب هاواي، الذي يعتقد أن الأرض ('Āina) خصبة ومقدسة وليست للبيع لأي شخص. في عام 1875، وافق كونغرس الولايات المتحدة على سبع سنوات إضافية من المعاملة بالمثل في مقابل جزيرة فورد. في نهاية اتفاقية المعاملة بالمثل لمدة سبع سنوات، لم تبد الولايات المتحدة الكثير من الاهتمام للتجديد.

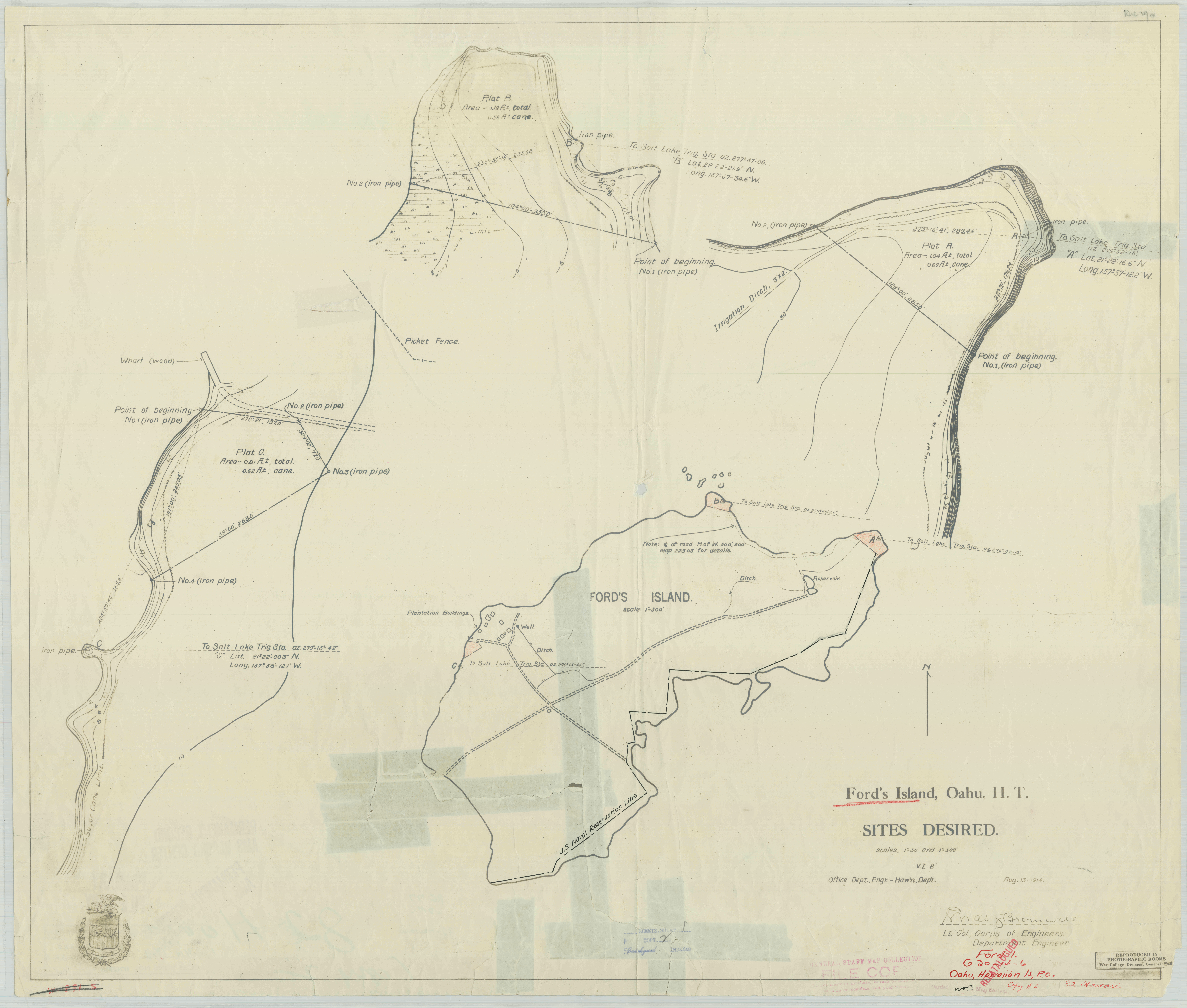
خريطة لزراعة السكر في أواهو في جزيرة فورد، بتاريخ 13 أغسطس 1914.

في 20 يناير 1887، بدأت الولايات المتحدة تأجير بيرل هاربور. بعد فترة وجيزة، بدأت مجموعة من غير مواطني هاواي يطلقون على أنفسهم اسم الرابطة الوطنية في هاواي تمرد عام 1887. صاغوا دستورهم الخاص في 6 يوليو 1887. كتب الدستور الجديد لورين ثورستون، وزير الداخلية في هاواي، والذي استخدم ميليشيا هاواي كتهديد ضد كالاكاوا. اضطر كالاكاوا لإقالة وزراء حكومته والتوقيع على دستور جديد يقلل كثيرًا من سلطته. أصبح يعرف باسم «دستور الحربة» بسبب القوة المستخدمة.
بدعم من ولاية كاليفورنيا (لأن الولاية استفادت من استيراد السكر)، تعامل كالاكاوا مرة أخرى مع الكونغرس. عندما كانت الولايات المتحدة لا تزال تبدو غير مهتمة باتفاقية المعاملة بالمثل، هدد بإبرام اتفاقيات تصدير مُفضلة أكثر مع أستراليا أو نيوزيلندا. خشي الكونغرس أن معاهدة بين هاواي وأستراليا أو نيوزيلندا ستؤدي إلى ضمها من قبل تلك الدول بدلاً من الولايات المتحدة. على الرغم من أن كالاكاوا كان يكره منح أي أرض أجنبية في هاواي، إلا أنه وقع على المعاهدة في سبتمبر 1887.
استأجرت شركة أواهو للسكر (المعروفة أيضًا باسم مزارع قصب السكر في أواهو) حوالي 300 300 أكر (120 ها) من عزبة جون بابا (بعد شرائها للجزيرة في عام 1891) لحصاد السكر في عام 1899. كانت الشركة ناجحة، وقامت الشركة بتأجير أرض من بنجامين فرانكلين ديلينغهام في شبه جزيرة ويابيو (جنوب شرق ويابيو) لبناء طاحونة ذات 12 أسطوانة وسكة حديدية. نما قصب السكر وحُصِد في جزيرة فورد مع شبكة باستخدام قنوات المياه من خزانات المياه العذبة، ونقلها إلى ويابيو بواسطة بارجة ثم عن طريق السكك الحديدية إلى المطاحن.
في عام 1902، خسرت مزرعة بيرنيس بواهي بيشوب المجاورة دعوى قضائية مصيرية جلبتها الولايات المتحدة لشراء الأراضي حول بيرل هاربور بأقل من قيمتها السوقية. على الرغم من أن ملكية بيشوب كانت تقدر الأرض بـ 600 دولار لكل أكر، فإن الولايات المتحدة كانت على استعداد لدفع 30 دولارًا فقط لكل أكر. قررت هيئة المحلفين أنه سيتم بيع الأرض إلى الولايات المتحدة بسعر 75 دولارًا لكل أكر. استقرت ملكية جون بابا مع الولايات المتحدة بعد مواجهة دعوى قضائية مماثلة واهتمام بأرضها في جزيرة فورد لأخذ 25 أكر دون أي تكلفة. في المقابل، أسقطت الولايات المتحدة دعواها للجزيرة بأكملها.

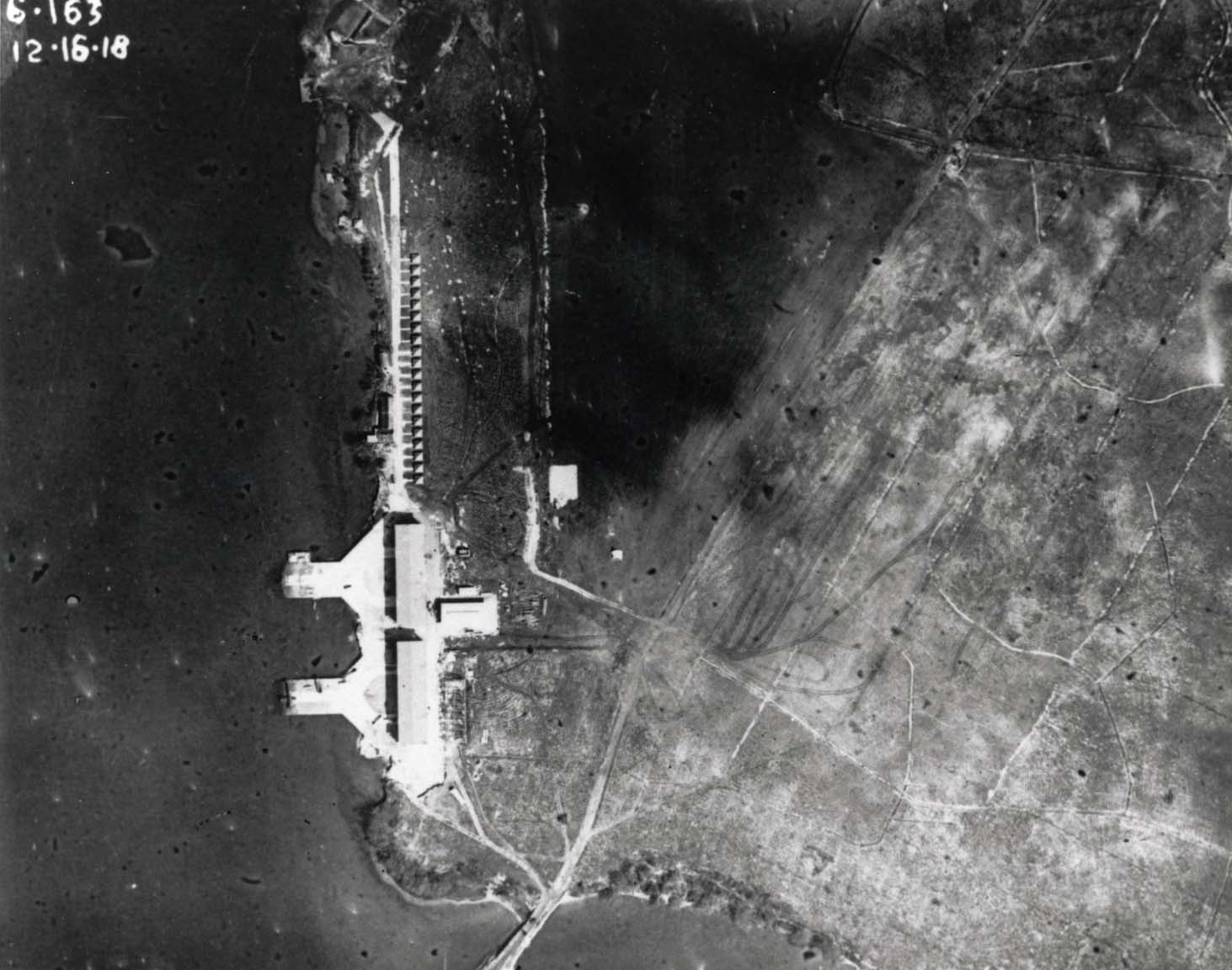
أول صورة جوية معروفة لجزيرة فورد تم التقاطها في 16 ديسمبر 1918.

استأجر الجيش أجزاء من الأطراف الشمالية والجنوبية للجزيرة - 25.83 أكر (10.45 ها) مقابل 3000 دولار - من ملكية جون بابا لبناء بطاريات مدفعية بطول 6-بوصة (15 سـم): بطارية بويد وبطارية هنري أدير. في عام 1917، وافقت مقاطعة جون بابا على بيع جزء من الجزيرة إلى الولايات المتحدة لبناء مهبط طائرات، على الرغم من أن شركة أواهو للسكر شكت في المحكمة من أن البيع سيضر بأعمالهم.

### الخدمة الجوية للجيش

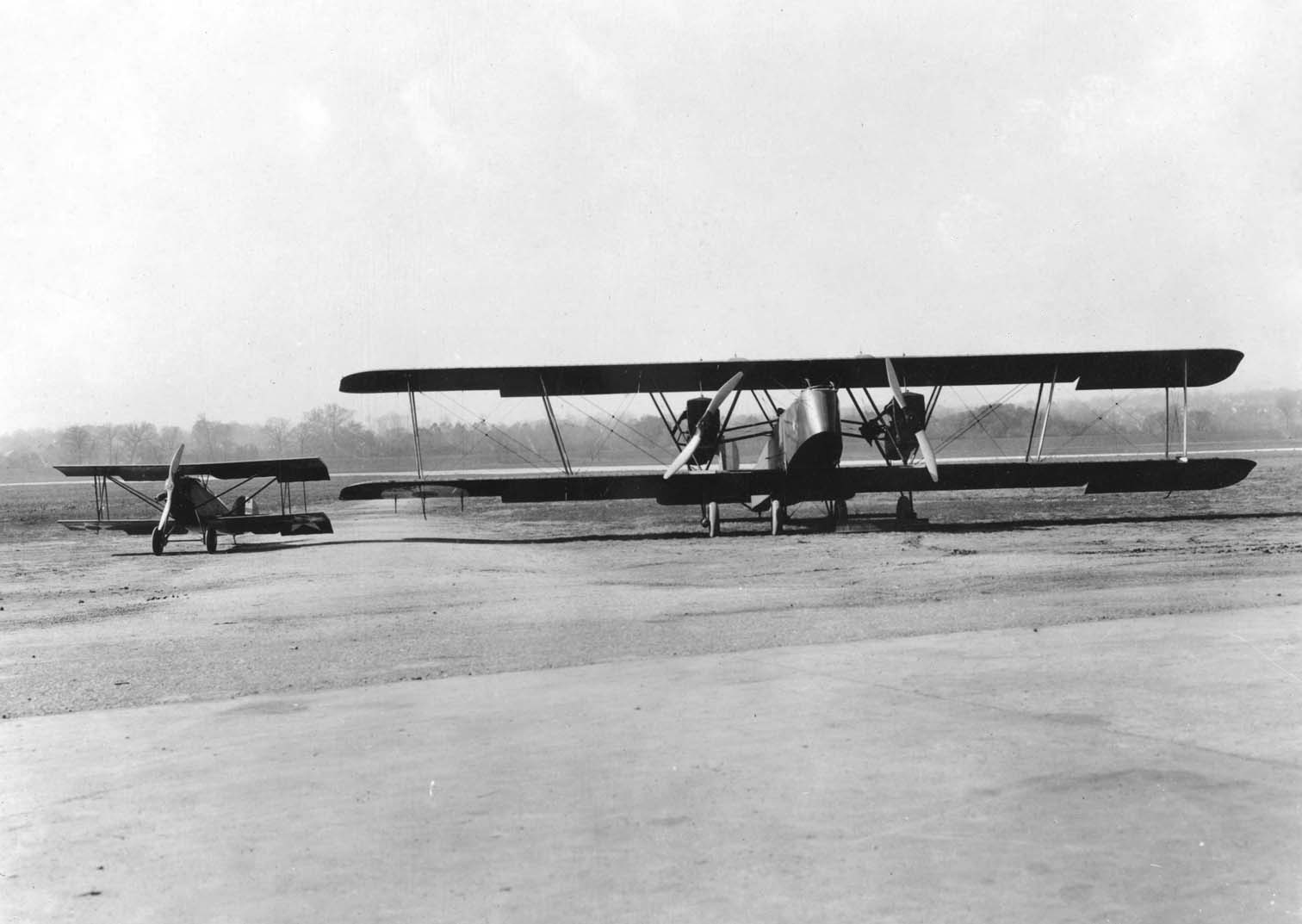
مارتن أم بي-1 في حقل لوقا في 15 أغسطس 1918.

في عام 1917، تم إنشاء السرب الجوي السادس في هونولولو، تحت قيادة الكابتن جون إف كاري على الرغم من أنه تم تعيين 50، إلا أنه وصل فقط 4؛ حيث هُجِر واحد في الطريق. اختار كاري جزيرة فورد كموقع للسرب الجديد واشتراها من صندوق جون بابا مقابل 236,000 دولار، واضعًا مواردها من المياه والرياح كأصول. عندما نُقل كاري إلى واشنطن، أعطيت قيادة السرب إلى الكابتن جون بي. بروكس، ثم الرائد هيو جاي كنير، الذي بنى حظائر للطائرات ومدرج. كان على الجنود في وقت مبكر تسوية الجزيرة، وإزالة التلال والصخور.
انتهى بناء جميع المساكن والحظائر الرئيسية في عام 1918، بما في ذلك حظيرة كبيرة من الخشب والحجر، وحظيتان خرسانيتان للطائرات المائية والقوارب، ومستودع إمدادات، ومحل للآلات، ومختبر للتصوير الفوتوغرافي، ومركزًا للطاقة. في عام 1919، سُمي الحقل حقل لوقا على اسم فرانك لوقا، وهو طيار بطل من الحرب العالمية الأولى وحصل على ميدالية الشرف. أدى إدخال الجيش الأمريكي للطيران إلى جزيرة فورد إلى التوسع في جميع أنحاء هاواي وتطوير المطارات المدنية، وإنشاء فرع هاواي للجمعية الوطنية للملاحة الجوية، ورمز طيران وطني. استقبل سكان هاواي قسم الطيران في الجيش بشكل إيجابي، الذين أخذوا استثمار الجيش في أرضهم كمجاملة.
| طائرات سلاح الجو للجيش في حقل لوقا | طائرات سلاح الجو للجيش في حقل لوقا                             | طائرات سلاح الجو للجيش في حقل لوقا                               |
| التواريخ                           | الوحدات                                                        | الطائرات                                                         |
| ---------------------------------- | -------------------------------------------------------------- | ---------------------------------------------------------------- |
| 1919–42                            | المجموعة الثانية (المراقبة)، لاحقًا المجموعة الخامسة (المراقبة) | —                                                                |
| 1918–27                            | السرب الجوي السادس، لاحقًا سرب المطاردة السادس                  | أن-9، آر-6، أتش أس 2 إل، دي إتش-4، جاي أن-6، إم بي-3، فوكر دي. 7 |
| 1924–27                            | سرب المطاردة التاسع عشر                                        | جاي أن-6، إم بي-3، أس. إيه. 5، دي إتش-4                          |
| 1920–22, 1927–39                   | السرب الجوي الرابع، لاحقًا سرب المراقبة الرابع                  | دي إتش-4، أو-19، أو أيه-1، بي-12، بيه-12                         |
| 1922–39                            | السرب الثالث والعشرون، لاحقًا سرب القصف الثالث والعشرون         | إن بي أس-1، جاي أن-6، دي إتش-4                                   |
| 1923–39                            | سرب القصف الثاني والسبعون                                      | دي إتش-4، إن بي أس-1، إل بي-5                                    |
| 1930–39                            | سرب المراقبة الخمسون، لاحقًا سرب الاستطلاع الخمسون              | أو-19                                                            |

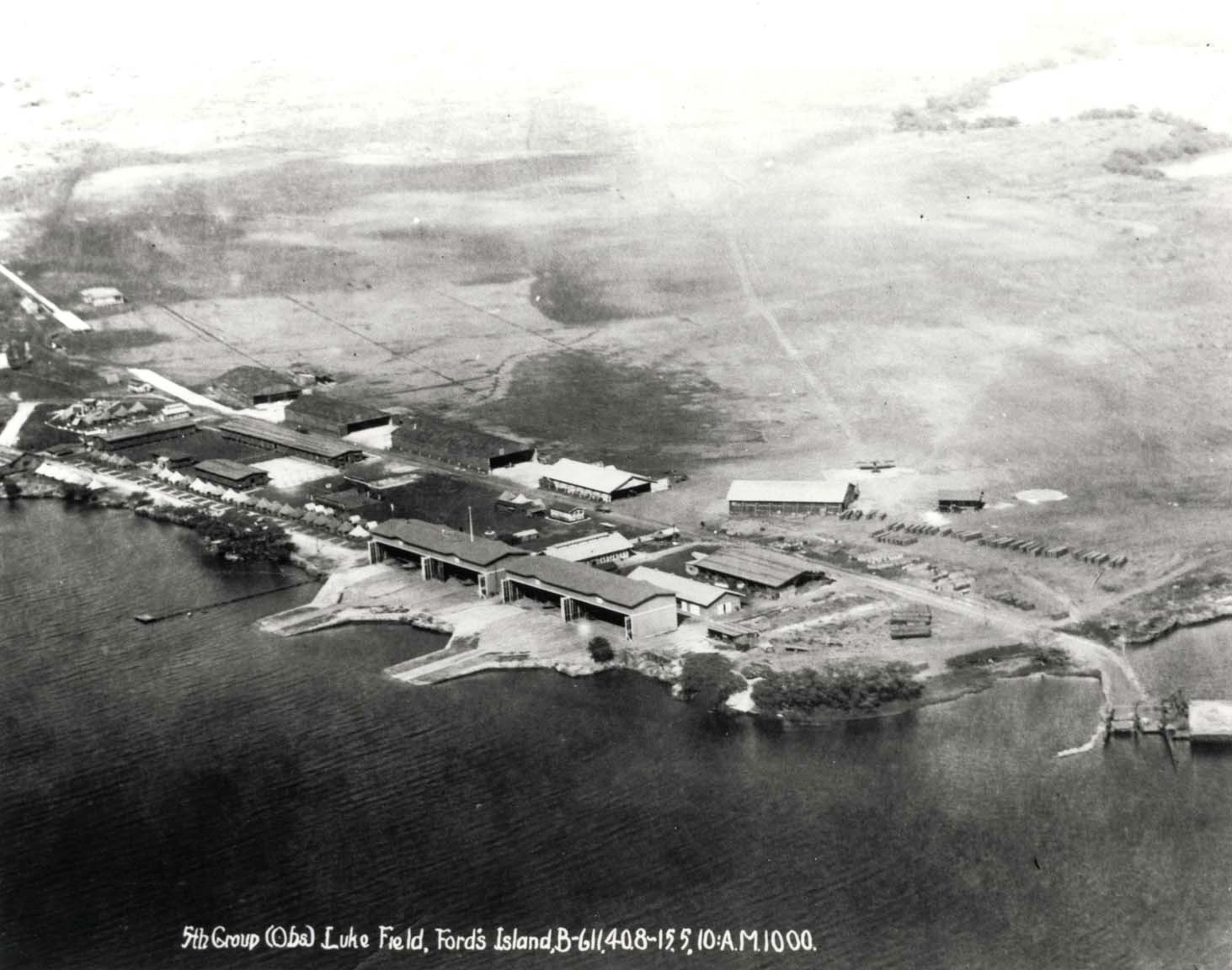
جزيرة فورد حوالي عام 1919–21.

قررت البحرية أن قاعدة هاواي كانت ضرورية، بالنظر إلى أن حقل الجيش في جزيرة فورد كان مرشحًا مثاليًا. أُقر التفويض بإنشاء المحطة الجوية البحرية بيرل هاربور، التي تتكون من تسعة ضباط وخمسة وخمسين رجلاً، في 19 ديسمبر 1919. على الرغم من أن البحرية حاولت تهجير الجيش من الجزيرة وتعيينها للاستخدام البحري فقط، قام وزير الحرب الأمريكي نيوتن دي. بيكر بتقسيم الجزيرة بالتساوي بين الفروع العسكرية. أصبح الجيش في الجانب الغربي من الجزيرة، والقوات البحرية في الجانب الجنوبي الشرقي. تم إرسال الملازم القائد روبرت د. كيرك باتريك لإنشاء محطة بحرية في الجزيرة بأربعة طائرات وخمسة وخمسين رجلاً. كان لدى رجال كيرك باتريك طائرتي قارب من طراز كورتيس إتش إس 2 إل وطائرتين من طراز أن-9 تم إنقاذهما من الحرب العالمية الأولى، حيث تم تخزينهما في حظيرتين كبيرتين على الجانب الآخر من الميناء في الجزيرة. بعد أن كلف الملازم القائد جون رودجرس بإنشاء حظائر طائرات بحرية في 17 يناير 1923، انتقلت الكتيبة إلى جزيرة فورد واستلمت طائرة مصنع الطائرات البحرية تي أس، وفلكستو أف 5 أل، وكوتيس أتش-16، وكي ستون بيه كي، ودوجلاس دي تي. بنت البحرية رصيفًا خرسانيًا وحجريًا حول الجزيرة بأكملها لإستيعاب السفن الراسية، وفي عام 1926، استقبلوا طائرات ثنائية السطح من طراز فوغت إف يو، وفوغت في أيه-7، وفوغت-7.

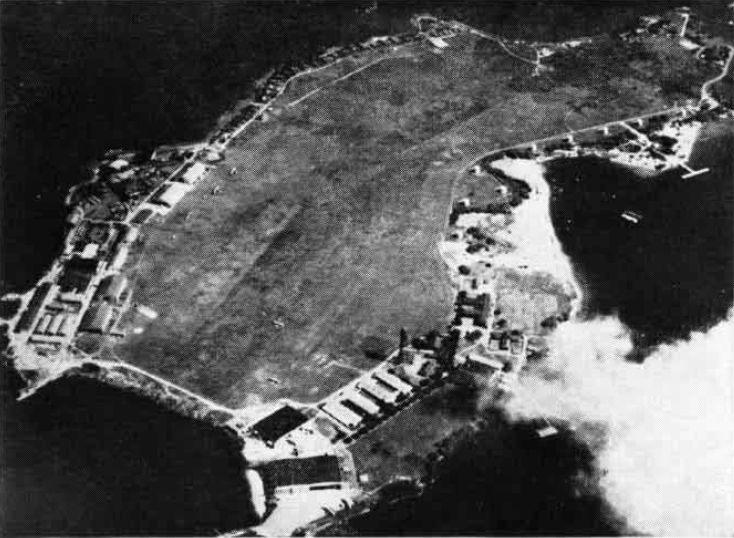
صورة جوية لجزيرة فورد في عام 1930.

خلال ثلاثينيات القرن العشرين، تعاقدت البحرية على تجريف بيرل هاربور بمقدار 1.5 مليون دولار للسماح بوصول سفن حربية أكبر ودخول ناقلات الأسطول إليها. بدأ العمل في مايو عام 1940 مما نتج عنه 13,000,000 يارد مكعب (9,900,000 م3) من المواد المحطمة من افتتاح بيرل هاربور لبناء قناة إلى جزيرة فورد وكذلك لإنشاء قناة منعطِفة حول الجزيرة. كما تم حفر المواد لتعميق البحيرات الشرقية، والغربية، والوسطى من أجل إرساء البوارج. ومع استخدام المواد المجرفة في ملء الأراضي، زاد حجم الجزيرة من 334 أكر (135 ها) إلى 441 أكر (178 ها).
قامت البحرية باستبدال طائرات بيه كي، وإف 5 إل، وإتش-16 بطرازات أحدث (انظر الجدول أدناه). في عام 1933 وصلت طائرات VP-8F إلى المحطة، وفي عام 1935 أصبحت قاذفات الجيش كبيرة جدًا بحيث لا يمكن الاحتفاظ بها وتخزينها في حقل لوقا. بدأ البناء في المطار الجديد للجيش، مهبط هيكام للجيش، الذي سمي على اسم المقدم في سلاح الجو الأمريكي هوراس ميك هيكام. من عام 1936 إلى عام 1940 طارت خدمات كليبر التابعة لخطوط بان أمريكان العالمية إلى جزيرة فورد، حيث استخدمتها كمحطة للتزود بالوقود بين الولايات المتحدة وآسيا. أقامت البحرية مرفأ بقيمة 25 ألف دولار، وأنفقت 579,565 دولارًا على ثكنات الطاقم الجديدة، وأنشأت محطة للإطفاء، وإمدادات المياه، وأنظمة الإضاءة. في يونيو 1936 زادت البحرية من طول حقل الهبوط في الجزيرة بمقدار 400 قدم (120 م)، ليصبح 3,000 قدم (910 م). في مارس 1937، حطمت أميليا إيرهارت طائرتها لوكهيد الكترا موديل 10، في ثاني زيارة لها إلى حقل لوقا عند الإقلاع.
| الطائرات البحرية في محطة الطيران البحرية بيرل هاربور في عام 1931 | الطائرات البحرية في محطة الطيران البحرية بيرل هاربور في عام 1931 | الطائرات البحرية في محطة الطيران البحرية بيرل هاربور في عام 1931 |
| الوحدة                                                           | الطائرة                                                          |                                                                  |
| ---------------------------------------------------------------- | ---------------------------------------------------------------- | ---------------------------------------------------------------- |
| سرب الدورية الأول                                                | 6x T2D                                                           |                                                                  |
| سرب الدورية الرابع                                               | 12 PD-1                                                          |                                                                  |
| سرب الدورية السادس                                               | 6x T3M-2 6x T4M-1                                                |                                                                  |
| سرب الاستطلاع السادس                                             | 1x O2U 1x 2x OL-8                                                |                                                                  |

في عام 1939، بعد ثلاث سنوات من البناء، افتتح حقل هيكام. نقل الجيش عملياته هناك، وترك حقل لوقا تحت السيطرة البحرية. وقد أعيد تسمية هذه الأخيرة باسم البحرية الجوية في محطة فورد، وأصبحت المقر الرئيسي لجناح الدورية الثاني؛ تم إعادة استخدام الاسم نفسه السابق مع قاعدة جديدة، قاعدة لوقا الجوية في ولاية أريزونا. في 8 سبتمبر 1939، حفز إعلان الطوارئ الرئاسي البناء السريع للمرافق الجديدة لإعداد الجزيرة للقيام بعمليات إضافية. وشمل ذلك ثكنات إضافية، وحظيرة تجميع وتجديد جديدة، ومبنى إداري، ومستوصف، وبرج مراقبة، ومغسلة، ومسرح. في ذروة الحرب العالمية الثانية، كان يعيش أكثر من 40000 شخص أو يعملون في الجزيرة.

### الهجوم على بيرل هاربر
في بداية ثلاثينيات القرن العشرين، حاولت الإمبراطورية اليابانية توسيع أراضيها نحو الصين. وفي مواجهة هذه الأعمال العدوانية، جمدت الولايات المتحدة، وبريطانيا، وهولندا الأصول اليابانية وفرضت قيودًا اقتصادية منعت تصدير وقود الطائرات إلى جانب الحديد والصلب إلى اليابان، مما أثر على 90٪ من احتياجات اليابان الإنتاجية في الحرب. اضطرت اليابان إما للتخلي عن خططها التوسعية أو العثور على مواد خام بديلة لمواصلة إنتاج معدات للحرب. اختارت اليابان مواصلة خططها، لكنها قررت أنها بحاجة إلى تحييد أي تهديد من الولايات المتحدة أولاً.

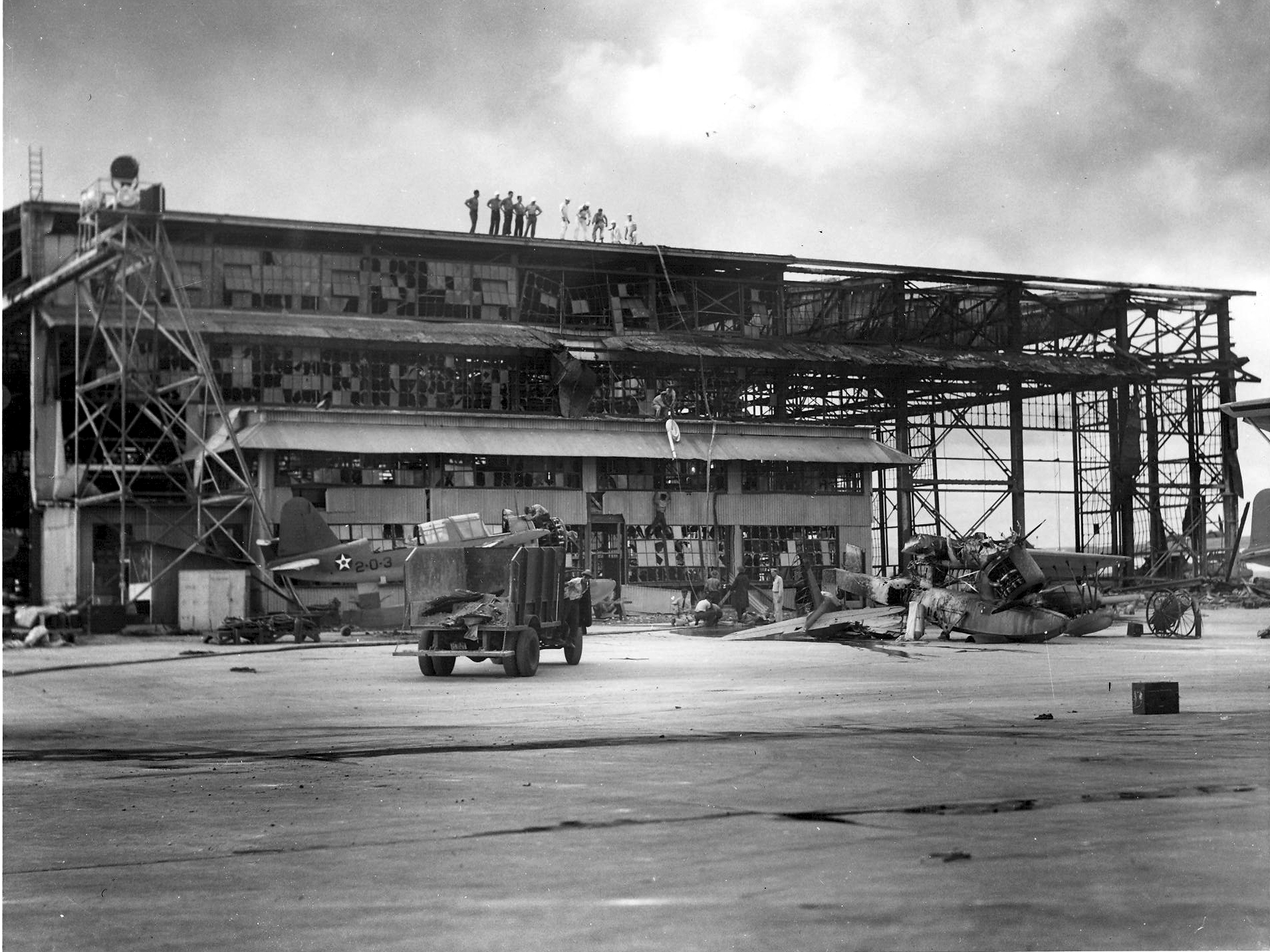
حظيرة طائرات محطمة في جزيرة فورد بعد الهجوم.

كانت جزيرة فورد (في وسط بيرل هاربور) مقرًا لجناح الدورية الثاني، وهو هدف مهم للجولة الأولى من الطائرات المقاتلة في هجوم الياباني في 7 ديسمبر 1941 على ميناء بيرل هاربور. قبل الفجر، تألف المركز الإستراتيجي الأمريكي في المحيط الهادئ من سبعة بوارج راسية على طول صف السفن الحربية وعلى طول ستة أزواج من الأرصفة المتقطعة على طول الجانب الشرقي من جزيرة فورد. كان رصيف F-2 (أقصى الجنوب)، الذي كانت ترسو فيه عادةً حاملات الطائرات، فارغاً. كانت البارجة الرئيسية كاليفورنيا في أسطول المحيط الهادئ ترسو في الشمال الشرقي، في رصيف F-3. كانت بارجة أوكلاهوما جنبًا إلى جنب مع بارجة ماريلاند (في الخارج)، تليها بارجة تينيسي مع بارجة فيرجينيا الغربية في الخارج. خلف تينيسي كانت بارجة أريزونا إلى جانب سفينة الصيانة فيستال. كانت بارجة نيفادا تغلق الصف وحدها في رصيف F-8. مثلت هذه البوارج، التي يتراوح عمرها بين ثمانية عشر وخمسة وعشرين عامًا، جميع البوارج الموجودة في أسطول المحيط الهادئ باستثناء اثنين منها. كانت بارجة بنسلفانيا أيضًا في بيرل هاربور، التي وضعت في الساحة البحرية. تم فحص البارجة التاسعة كولورادو من الأسطول، على الساحل الغربي. كانت هذه البوارج التسعة التي تم جمعها معًا أقل قدرة على مواجهة معركة مع أسطول اليابان النشط، على الرغم من أن معظم السفن اليابانية كانت أحدث.
| Map of Pearl Harbor, with locations of battleships and facilities | 1:يو أس أس كاليفورنيا (بي بي-44) 2:يو أس أس ميريلاند (بي بي-46) 3:يو أس أس أوكلاهوما (بي بي-37) 4:يو أس أس تينيسي (بي بي-43) 5:يو أس أس فيرجينيا الغربية (بي بي-48) 6:يو أس أس أريزونا (بي بي-39) 7:يو أس أس نيفادا (بي بي-36) 8:يو أس أس بنسلفانيا (بي بي-38) 9: جزيرة فورد 10: حقل هيكام A: صهاريج تخزين النفط B: وحدة عسكرية C: قاعدة غواصات D: ساحة بحرية |
| Depth key for Pearl Harbor map                                    | 1:يو أس أس كاليفورنيا (بي بي-44) 2:يو أس أس ميريلاند (بي بي-46) 3:يو أس أس أوكلاهوما (بي بي-37) 4:يو أس أس تينيسي (بي بي-43) 5:يو أس أس فيرجينيا الغربية (بي بي-48) 6:يو أس أس أريزونا (بي بي-39) 7:يو أس أس نيفادا (بي بي-36) 8:يو أس أس بنسلفانيا (بي بي-38) 9: جزيرة فورد 10: حقل هيكام A: صهاريج تخزين النفط B: وحدة عسكرية C: قاعدة غواصات D: ساحة بحرية |

في الساعة 03:04 بالتوقيت المحلي، اكتشف الطراد الأمريكي الخفيف الأطلنطي الطراز يو أس أس أوكلاند المقاتلات الجوية القادمة تقترب من الشمال الغربي من الجزر. تم الإبلاغ عن الحادث إلى القائد المسؤول هوسباند إي كيمل الذي اختار ألا ينبه الجنود، مستشهدًا بأوامر من وزير الحرب جورج ديرن التي حصل عليها في الليلة السابقة. ضربت القنابل الأولى الجزيرة الساعة 07:57 بالتوقيت المحلي، مما دفعها إلى إرسالها الإفادة التاريخية: «غارة جوية، بيرل هاربور - هذه ليست تدريبات». كانت البوارج المُطوِقة لجزيرة فورد الأهداف الرئيسية للمهاجمين اليابانيين. تم تعيين أربع وعشرون قاذفة طوربيد يابانية من أصل أربعين طوربيد لمهاجمة البوارج، وأتت خمسة أخرى إلى ذلك الجانب من جزيرة فورد بعد أن فشلت في العثور على البوارج في أجزاء أخرى من الميناء. حملت الطائرات 29 طوربيدًا جويًا من طراز 91، كل منها يحمل حمولة شديدة الانفجار تبلغ450 رطل (200 كـغ)، يعتقد أن 12 منها قد وجدت أهدافها: اثنان في كاليفورنيا، وواحد في نيفادا، وإجمالي تسعة في أوكلاهوما ووست فرجينيا. غرقت السفينتان الأخيرتان في غضون دقائق من تعرضهما للضرب.
هاجمت طائرات قاذفة أفقية تقوم بتفجير قنابل خارقة للدروع عندما انتهت طائرات الطوربيد الأخيرة، وهاجمت قاذفات أفقية أخرى في وقت لاحق. سجلت الطائرة العديد من الضربات المباشرة وألحقت أضرارًا فادحة، بما في ذلك اثنين في كل من كاليفورنيا، وماريلاند، وتينيسي وغيرها الكثير على ويست فرجينيا.

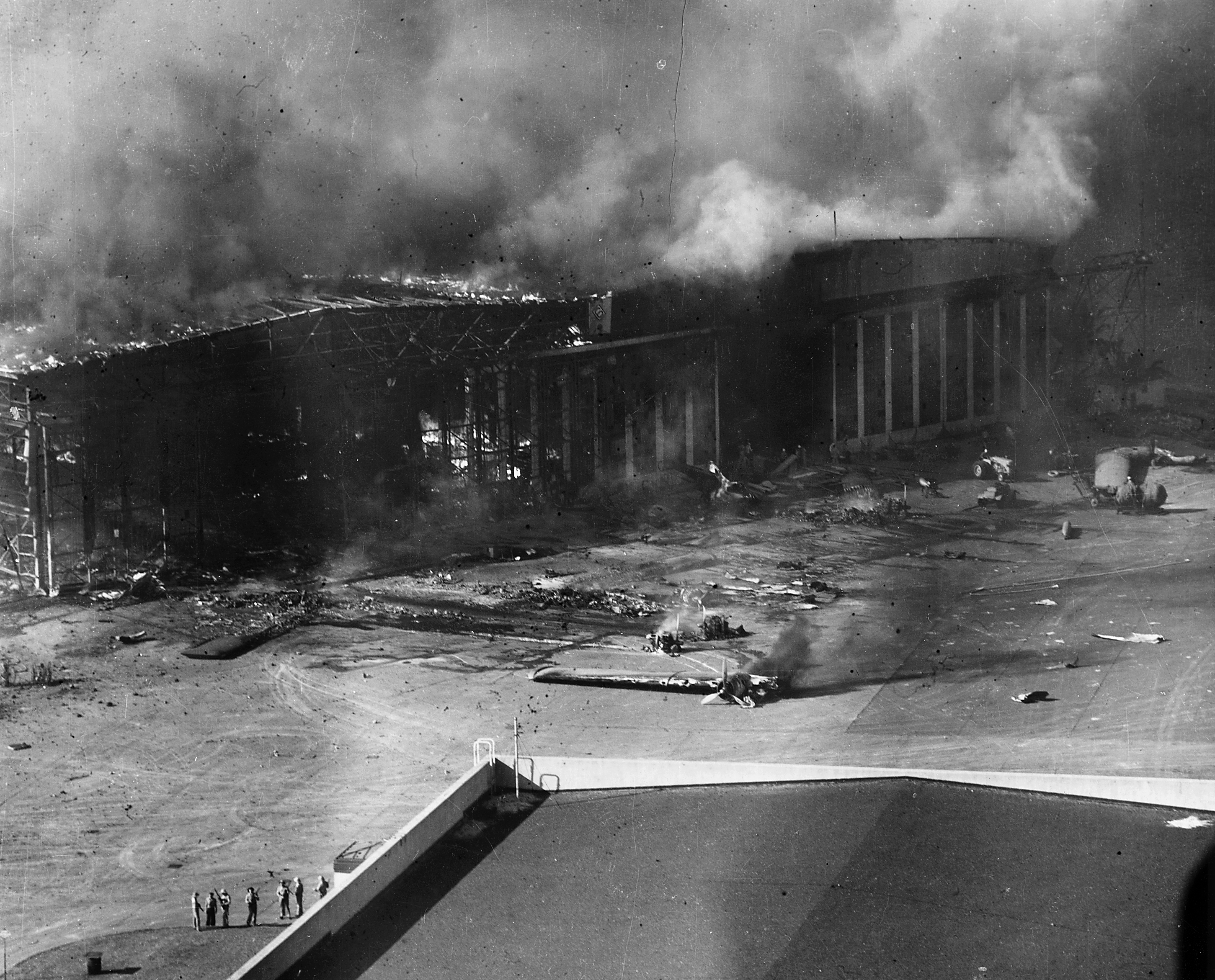
اشتعال النيران في حظيرة 6 بعد الهجوم على جزيرة فورد.

قصفت القنبلة المتجهة إلى كاليفورنيا حظيرة 6 على الجزيرة، وأضرمت فيها النيران. قنابل إضافية أصابت الحظيرة 38 (لكنها لم تنفجر)، وساحة المستوصف (ترك حفرة كبيرة) والطريق خارج حظيرة الإصلاح والتجميع. قُتل رجل واحد فقط، هو ثيودور ويلر كروفت، في الجزيرة بينما كان يقف في الحراسة.
أبرز نجاحات القاذفات هي أريزونا. انفجرت قنبلة بالقرب من المجلات الأمامية، مما أدى إلى انفجار كارثي أدى إلى غرق السفينة على الفور. تم قطع إمدادات المياه العذبة في الجزيرة عندما قطعت أريزونا خط المياه الرئيسي وتم تدمير الخط المساعد في نهاية بيرل هاربور. تم ضرب نيفادا، التي كانت في الأونة الاخيرة تحت الهجوم، مرارًا وتكرارًا من قبل قاذفات انقضاضية، حيث رصدوا السفينة تفر من جزيرة فورد. لذلك لم تغرق بين الجزيرة وساحة البحرية (وتسد الميناء بأكمله)، وتمت السيطرة على نيفادا.
وصلت عدة طائرات من حاملة الطائرات إنتربرايز، بالقرب من هاواي بعد بعثة إلى جزيرة ويك، في وسط الهجوم؛ أُسقطت أربعة بنيران صديقة من الدفاع الجوي الأمريكية. حاول إتش. إل. يونج، قائد المجموعة الجوية إنتربرايز، أن يدير برج المراقبة لتوفير اتصالات بين الجزيرة، وإنتربرايز، والطائرات. ومع ذلك، أفاد أنه على الرغم من محاولته التواصل مع إنتربرايز عن طريق الراديو من جزيرة فورد، إلا أن أنظمة الاتصالات كانت غير كافية، وأرجع النيران الصديقة إلى عد فعالية الاتصالات اللاسلكية. بعد محاولة إخطار أكبر عدد ممكن من السفن والبطاريات المضادة للطائرات، تم إطلاق عدة طائرات من «إنتربرايز» وغيرها من طائرات الاحتياط في جزيرة فورد مرة أخرى خلال ساعات للبحث عن المهاجمين. تم إسقاط بعض طائرات البحث هذه مرة أخرى عند عودتهم بنيران صديقة من دفاع جزيرة فورد، والتي كانت في حالة تأهب قصوى.
بالإضافة إلى صف البوارج والمجال البحري للجزيرة، كانت المراسي الثابتة على الجانب الغربي من جزيرة فورد (القادرة على تأمين السفن الحربية أو حاملات الطائرات) أهدافًا ذات أولوية عالية. عانت الطائرة المائية كيرتس في غربي الجزيرة من جراء قاذفة انقضاضية متسللة، وقنبلة، وشظايا قنبلة أخرى. ثم تعرضت لهجوم غير ناجح من قبل غواصة قزمة يابانية، والتي أطلقت طوربيدًا قبل أن تغرقها المدمرة موناجان. تم تدمير حظيرة 6 والعديد من الطائرات الدورية المائية والطائرات الأخرى في جزيرة فورد (33 من أصل 70 طائرة تابعة للجزيرة).

#### آثار ما بعد الهجوم

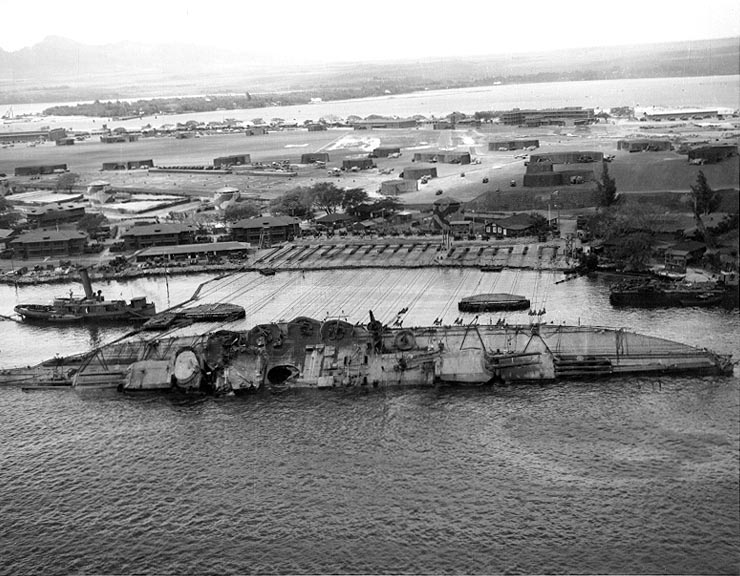
بارجة أوكلاهوما مائلة إلى حوالي 30 درجة في 29 مارس 1943، أثناء عمليات الإنقاذ في بيرل هاربور.

عطل اليابانيون جميع السفن الحربية السبعة في صف البوارج. تم إصلاح ميريلاند، وتينيسي، وبنسلفانيا في بضعة أسابيع فقط وثلاثة آخرين في غضون عام، ولكن خسروا أوكلاهوما وأريزونا بالكامل. سمحت الحالة الضعيفة لأسطول المحيط الهادي الأمريكي للبحرية اليابانية بتولي زمام الوضع حتى حملة جوادالكانال بعد ثمانية أشهر.
أطلقت إنتربرايز طائرات للقيام بدوريات في جزيرة فورد والبحث عن ناقلات يابانية. أُطلقت النيران على خمسة طيارين أمريكيين عادوا من البعثات لمطاردة الأسطول الياباني عن طريق الخطأ من قبل المدفعية المضادة للطائرات من جزيرة فورد أثناء محاولتهم الهبوط. قال ضابط الجزيرة عن الخسائر في النيران الصديقة، «شخص ما سمح لي بالطيران ولم أر قط العديد من الطلقات في الهواء في حياتي ولا أتوقع أن... أتتبع كل رصاصة في الليل.»
بعد الهجوم، تم تكليف طلاب ضباط شرطة الاحتياط من جامعة هاواي بالقيام بمهام حراسة في المباني الإستراتيجية. بسبب افتقار الجزيرة للمياه العذبة والطاقة الكهربائية المزودة للمستوصف، كان لا بد من إنشاء مستشفى مؤقت في الثكنتين. تم تفريغ خزان البنزين بالجزيرة وإعادة تعبئته بالمياه؛ تم حفر الخنادق، وتمويه المباني. تم إزالة مدرجها من تحت أكثر من ثلاثة أطنان من المعادن الخردة في ساعتين. كلف المارينز الذين كانوا حملوا البنادق للقيام بواجب الحراسة بتغذية وملابس الجنود والبحارة. وقد أُلحق عشرون سجينًا من الجزيرة بثكنات المارينز ووضعوا للعمل دون وقوع حوادث؛ وحُكم على بعضهم بعقوبة مخففة بسبب جهودهم. في ذلك المساء، صدرت تعليمات إلى سكان هاواي بالتقيد بإطفاء كل الأنوار في الأماكن المغلقة، والبقاء بعيدًا عن الهاتف، والحفاظ على دلاء إضافية من المياه المتاحة لمكافحة الحرائق والحفاظ على السيارات بعيدًا عن الشوارع (إيقافهم على المروج، إذا لزم الأمر).
تم بناء ستين قطعة من الخرسانة لحماية الطائرات من هجوم آخر، ووضع الأسطول البحري 16-بوصة (410 مـم) من المياه الرئيسية عبر الميناء. كُلف برج المراقبة الجديد في 1 مايو 1942، وأقامت البحرية ملاجئ للقنابل وغرف لإزالة التلوث بالغاز. نظرًا للحاجة إلى تحكم أفضل في الأسطول الأمريكي في المحيط الهادئ، انتقل مقره الرئيسي إلى جزيرة فورد.
خلال الأسابيع القليلة التالية، أقامت البحرية 21 رافعة على الجزيرة لتحويل أوكلاهوما إلى وضع مستقيم حتى يتمكنوا من إعادة طلائها وترميمها قبل أن يتم التخلص منها. تكوم المرجان بين السفينة والجزيرة، لذا كانت السفينة تدور في وضع مستقيم، بدلاً من الانزلاق نحو الشاطئ. على الرغم من جهود الإصلاح والترميم، غرقت أوكلاهوما خلال عاصفة وسط المحيط الهادي أثناء سحبها إلى ساحة الخردة. أعادت البحرية ترميم وإنقاذ نيفادا، وكاليفورنيا، وفرجينيا الغربية، ومزيلة الألغام يو إس اس Oglala. استغرقت عملية الإنقاذ بأكملها 20000 ساعة عمل تحت الماء و5000 غوص لاستعادة الرفات البشرية، والأسلحة، والذخيرة والتحف ذات الأهمية التاريخية أو العسكرية.

## منطقة هبوط بحرية احتياطية في جزيرة فورد (NALF)

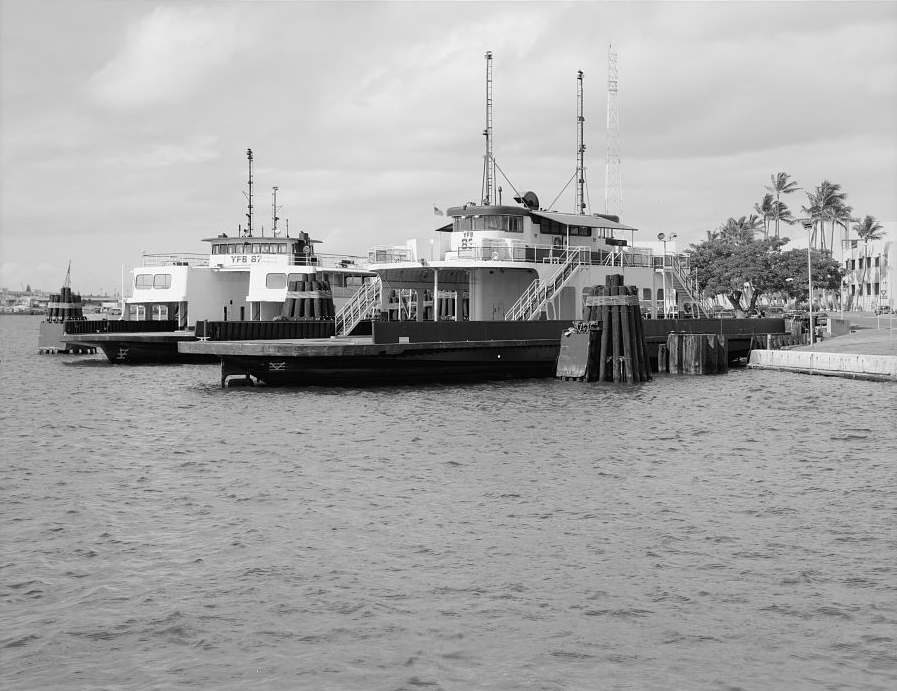
موكو هولو هيلي (يسار) ووا هيلي هونوا، عبارات تخدم في جزيرة فورد.

أنشأ أسطول الولايات المتحدة في المحيط الهادئ مركز استخبارات الأسطول في المحيط الهادئ (FICPAC) على جزيرة فورد بحلول عام 1955 مع تصاعد حرب فيتنام وهناك حاجة إلى فرع استخبارات إضافي بالإضافة إلى الذي في غوام. مع استخدام قليل آخر للجزيرة، حيث تم نقل العمليات البحرية والجوية إلى المرافق الموجودة على جانب ميناء بيرل الذي كانت تملكه في السابق عزبة بيشوب، كانت البحرية قد أسقطت محطة الجزيرة الجوية في عام 1966. استمرت الجزيرة تحت سيطرة البحرية كمكون فرعي من محطة بيرل هاربور البحرية.
في 20 فبراير 1970، تم فتح المدرج البالغ طوله 4000 قدم (1,200 متر) في NALF في جزيرة فورد من أجل عمليات تدريب الطيران المدني، وبشكل رئيسي تدريبات الجيش المحلي، والبحرية، والجوية، وسلاح مشاة البحرية. كما استمرت أنشطة التدريب على الهليكوبتر المتنقلة العسكرية في NALF خلال هذه الفترة. تعاقدت هاواي (التي حصلت على استقلالها عام 1959) مع البحرية الأمريكية للسماح بالهبوط حتى عام 1972، عندما تم فتح المطار للطلاب الذين يقومون برحلاتهم الفردية الأولى. ساعد استخدام الجزيرة كمركز تدريب على التخفيف من الازدحام في مطار هونولولو الدولي القريب. بعد تفويضه بمهام الأسطول الأول في 1 فبراير 1973، قام الأسطول الثالث بنقل مقره إلى جزيرة فورد، حيث بقي حتى عام 1991 ونُقل إلى سان دييغو. ظلت الجزيرة موطنًا لضباط البحرية والعديد من المقار البحرية.
| العمليات | N/A      | N/A     | N/A     | N/A     | N/A    | 176,811 | 173,908 | 157,621 | 177,767 | 177,767 |        |
| 1980s    | السنة    | 1980    | 1981    | 1982    | 1983   | 1984    | 1985    | 1986    | 1987    | 1988    | 1989   |
| 1980s    | العمليات | 142,438 | 123,419 | 108,828 | 84,857 | 71,542  | 85,102  | 75,429  | 62,406  | 77,456  | 29,128 |
| 1990s    | السنة    | 1990    | 1991    | 1992    | 1993   | 1994    | 1995    | 1996    | 1997    | 1998    | 1999   |
| 1990s    | العمليات | 80,193  | 69,468  | 62,184  | 62,184 | 54,277  | 51,942  | 52,731  | 39,671  | 39,992  | 50,441 |

خلال فترة 12 شهرًا انتهت في 4 مارس 1998، كان لدى المطار 39992 عملية طيران، بمعدل 110 عملية في اليوم: الطيران العام بنسبة 98٪ والعسكري بنسبة 2٪. في 1 يوليو 1999، انتهت جميع أنشطة الطيران العام المدنية والعسكرية في NALF في جزيرة فورد عندما تم إغلاق المحطة البحرية الجوية في نقطة باربيرس بفعل أوامر إعادة ترتيب القاعدة وإغلاقها وأصبح حاليًا مطار كالالوا المدني وخفر سواحل محطة نقطة باربيرس الجوية. كان المطار الجديد مفتوحًا أمام الطيران العام وناب عن توقف محطة NALF.
قبل الانتهاء من جسر الأدميرال كلاري، كان الوصول إلى جزيرة فورد بالعبارة. خدمت اثنتان من العبارات التي تعمل بالديزل، وهما وا هيلي هونوا (YFB-83) وموكو هولو هيلي (YFB-87)، في الجزيرة. تم شراء وا هيلي هونوا (يعني اسمها «قارب الكانو يذهب إلى الأرض») في عام 1959 بمبلغ 274,000 دولار، ووضعت في الخدمة من قبل البحرية في 3 مارس 1961. وكانت أقدم وأكبر العبارتين، على ارتفاع 181 قدم (55 م)، حيث تسع 750 شخصًا و33 مركبة. اشتُريت العبارة الأخرى موكو هولو هيلي (يعني اسمها «قارب ذهابًا وإيابًا») مقابل 1.1 مليون دولار في 25 مايو 1970. على ارتفاع 162 قدم (49 م)، كانت تسع 750 شخصًا و42 مركبة. تم تشغيل كلتا العبّارتين من قبل أفراد البحرية الأمريكية، وكان الوصول إلى الجزيرة مقصورًا على الأفراد العسكريين الأمريكيين، وتابعيهم، والضيوف المدعوين. بالإضافة إلى العبارتين، كانت هناك العديد من «عبارات الأقدام» الأصغر حجمًا التي تسمح للمشاة بالسفر بين جزيرة فورد وأماكن الهبوط الأخرى حول بيرل هاربور.

### إحياء الجزيرة

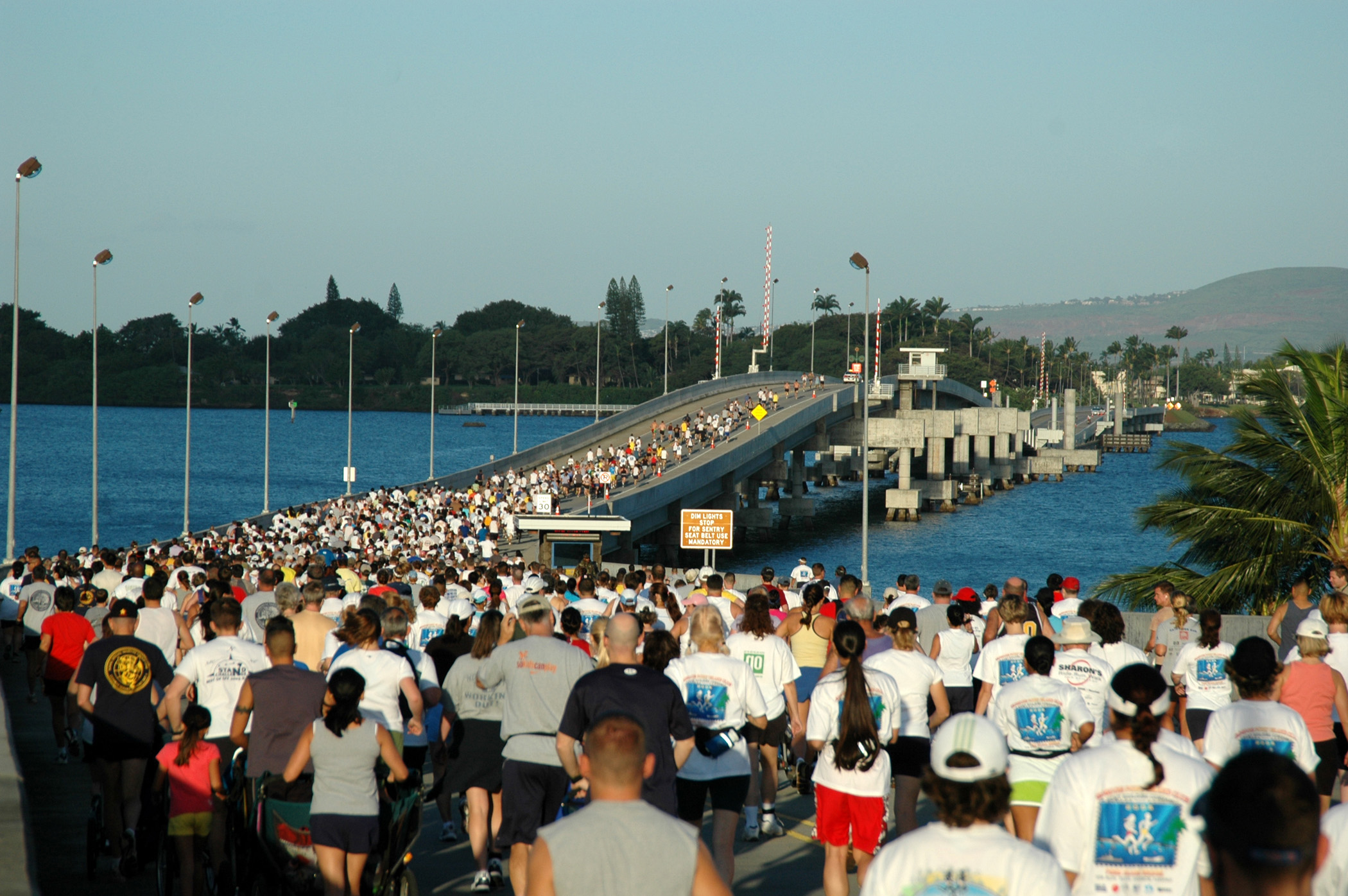
أكثر من 1400 من العدائين العسكريين والمدنيين يشقون طريقهم عبر جسر الأدميرال برنارد كلاري خلال 10 كيلو ركض عبر الجسر في عام 2006 في بيرل هاربر.

في البداية أطلق عليها اسم «جسر إلى اللامكان»، كان لجسر الأدميرال كلاري دورًا أساسيًا في إعادة إحياء السيناتور دانيال إينوي لجزيرة فورد، وتمكن من صرف أكثر من 500 مليون دولار بهدف التطوير من خلال تشريعات خاصة (القانون الأمريكي 2814). ربط 45 عائلة و3000 عامل مدني إلى طريق كاميهاميها السريع، وسمح وصول الزوار بإنشاء متحف الطيران في المحيط الهادئ الذي تبلغ مساحته 16-أكر (6.5 ها) بقيمة $50 مليون. وشملت الخطط 500 منزل لأفراد البحرية، ومركز لتنمية الطفل ونُزُل البحرية.
في التخطيط لتطور الجزيرة، اهتمت البحرية باحتياجاتها التشغيلية والقيمة التاريخية للجزيرة. ومع ذلك، اعتبر الصندوق الوطني للحفاظ على التاريخ أن أسلوب تواصل البحرية معهم يحمل سمات توجيهية بدلاً من أن تكون تعاونية، مما حد من قدرة الأمانة على مشاركتهم مخاوفهم، وفي عام 2001 عُينت جزيرة فورد واحدة من أكثر 11 موقعًا تعرضًا للمخاطر. على الرغم من أن خطط البحرية شملت الحفاظ على حظائر هامة، وبرج المراقبة، وسلالم الطائرات المائية، إلا أنها فشلت في حماية المدرج الحالي وسكن يعود لعشرينات القرن الماضي ولم تحافظ على ثقوب الرصاص على سلالم الطائرات المائية. كما تأملت الأمانة، وافقت البحرية على تأخير تطوير بعض هذه العناصر حتى يتم التوصل إلى اتفاق.
لاستيعاب المرافق والإسكان الإضافي، احتاجت البحرية إلى تطوير البنية التحتية للجزيرة. تمت تحديث نظام الصرف الصحي الخاص بها مع تركيب عام 2001 لمياه الصرف الصحي الرئيسية التي يبلغ طولها 6,000-قدم (1,800 م) ،20-بوصة (510 مـم) من الجزيرة إلى بيرل هاربور، وكذلك تحسينات في محطة ضخ مياه المجاري. نظرًا لتصميم الجسر الفريد، والذي يتضمن قسمًا عائمًا، كان من المستحيل استخدامه كالكابل العابر عبر البحيرة. في عام 2005، تعاقدت البحرية على حفر قنوات أولية مساعدة بطول 20 قدم (6.1 م) وتمر بموازة الجسر من حلاوة لاندنغ إلى ملعب غولف جزيرة فورد. وقد قام المقاول بتثبيت قنوات اتصال مغناطيسية عالية الكربون ذات قطر كبير يبلغ طولها 5,045-قدم (1,538 م)، وبسُمك 24-بوصة (610 مـم)، وكابلات اتصالات عبر الألياف الضوئية وخطوط الكهرباء 46 كيلو فولت تم تغذيتها من خلالهم.

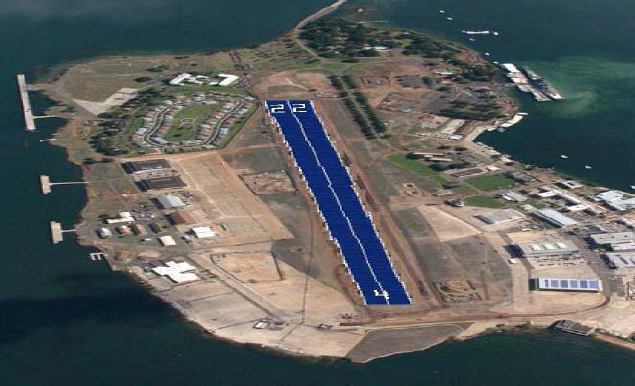
تصميم مفاهيمي للألواح الضوئية التي تغطي مدرج جزيرة فورد.

في يونيو 2013، خططت البحرية لتركيب 60,000 لوح ضوئي فوق 28 أكر (11 ها) على مدرج جزيرة فورد، امتثالًا لأوامر قسم الكونجرس والدفاع بتقليل الاعتماد على الوقود الأحفوري وتعويض تكلفة طاقة هاواي (الأعلى في الولايات المتحدة). انحرفت هذه الخطة عن مسارها بسبب اقتراح عام 2009 (لاستخدام الألواح الضوئية لتحديد المدرج) لصالح استخدام ألواح تنتج ضعف الطاقة. عرضت البحرية على متحف الطيران في المحيط الهادئ في بيرل هاربور $ 250,000 من أجل تجديد مصعد برج التحكم في مقابل دعمه للخطة. رفض المتحف، ونظم حملة على الإنترنت تعارض الخطة استنادًا إلى الأهمية التاريخية للمدرج وإبراز دور جزيرة فورد في الهجوم على بيرل هاربر وزيارة أميليا إيرهارت. ردًا على ذلك، قررت البحرية تركيب الألواح حول محيط بيرل هاربر.

### الاستخدام الحالي للجزيرة
لا تزال جزيرة فورد تستخدم من قبل البحرية الأمريكية. حيث أنها تستضيف مركز حرب المحيط الهادئ البالغة مساحته 34,000-قدم-مربع (3,200 م2) للتمارين، والتدريب، ومحاكاة المعارك. مكّن جسر الأدميرال كلاري البحرية من تطوير مركز تحذير من الأمواج العاتية في المحيط الهادي بقيمة 331 مليون دولار سميت باسم السناتور دانيال إينوي، ليحل محل منشأة القديمة في شاطئ إيوا. يعتبر موقع المركز مثيرًا للجدل بسبب موقعه في منطقة معرضة للتسونامي، وتدعو خطة الإجلاء من التسونامي في البحرية إلى فتح نقطة الوصول الوحيدة للجزيرة - جسر الأدميرال كلاري - لإخلاء السفن (مما يجعل الجسر غير قابل للوصول بالنسبة للمركبات البرية). وتستمر الجزيرة أيضًا في احتواء سجن عسكري.
وصل ساي-بازد إكس-باند رادار الذي يوجد بشكل طبيعي في ألاسكا إلى جزيرة فورد في عام 2006 للصيانة والإصلاحات وعاد عدة مرات منذ ذلك الحين. يستخدم أساسًا كنظام رادار للرصد الحربي على منصة عائمة ذاتية الحركة في المحيط الهادئ، وكان وجوده في الجزيرة مثيرًا للجدل. لم تصل هذه المنصة، التي بلغت تكلفتها إلى ما يقرب من $1,000,000,000, إلى ألاسكا، ويقول منظّرو المؤامرة إن المنصة هي نسخة متنقلة من برنامج الشفق النشط عالي التردد.
في عام 2013، كشفت البحرية عن منشأة تدريب بقيمة 4 ملايين دولار، تحتوي أجهزة محاكاة وواقع افتراضي، في قسم مركز الحرب البحري التابع للبحرية على جزيرة فورد. تم تطوير مرفق للتدريب والاختبار الصناعي المتكامل للأسطول (FIST2FAC) لتوفير تكاليف التدريب مع منشأة قابلة لإعادة الاستخدام والتي يمكن أن تحاكي سيناريوهات إلكترونية للحرب، ومكافحة الألغام، والدفاع الجوي، بدلاً من التدريب الواقعي الذي يتطلب تكاليف الوقود، واللوجستيات، وتكاليف نشر السفن.

## النصب التذكارية والمتاحف

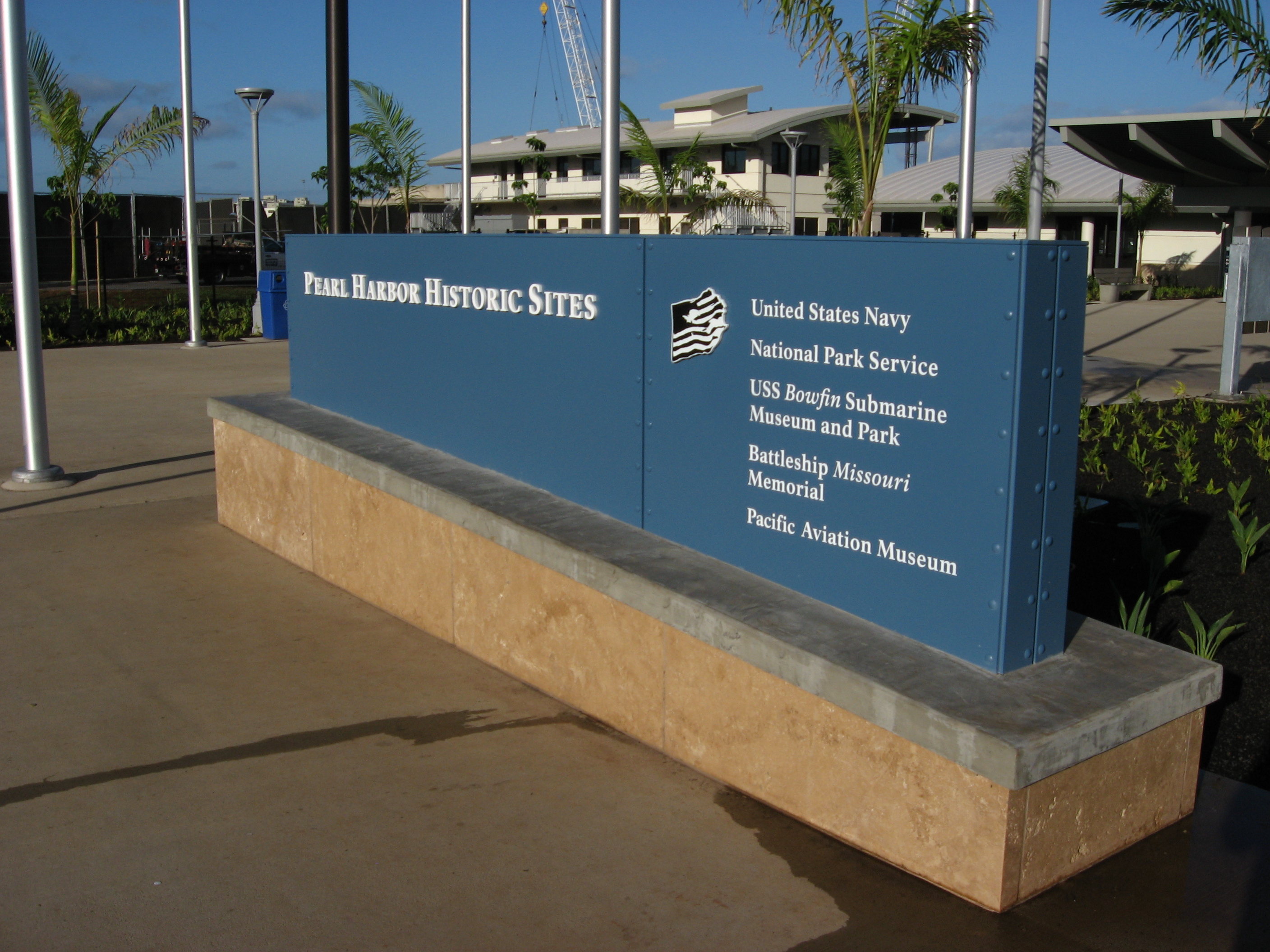
لوحة أمام مواقع بيرل هاربور التاريخية في حلاوة لاندنغ على جزيرة أواهو.

بعد وقت قصير من الهجوم على بيرل هاربر، تقرر أن تظل السفينة الحربية الأمريكية أريزونا في أسفل المرفأ مكاناً للراحة النهائية للذين فُقِدوا. في عام 1958، وافق الرئيس دوايت أيزنهاور على بناء نصب تذكاري فوق السفينة وتم افتتاح النصب التذكاري يو أس أس أريزونا في عام 1962. ويشمل النصب مجمع في حلاوة لاندنغ (مقابل جزيرة فورد) وهيكل فوق أريزونا التي تستقبل الزوار عن طريق العبارة. على الرغم من أن العبّارات يتم تشغيلها من قبل أفراد البحرية الأمريكية، إلا أن المجمع يتبع إدارة المتنزهات الوطنية.
في 29 يناير 1964، تم تسمية المنشأة البحرية في بيرل هاربر المتمركزة على جزيرة فورد «قاعدة الولايات المتحدة البحرية، بيرل هاربور» وأصبحت معلمًا تاريخيًا وطنيًا.
لا تزال البارجة يو إس إس يوتا، التي كانت قد هبطت منزلتها إلى سفينة مستهدفة، مغمورة تحت الماء بعيدًا عن الجزيرة. بعد إنقاذ سفينة يو إس إس أوكلاهوما المقلوبة بكابلات الروافع، حاولت البحرية الأمريكية دون جدوى استعادة يوتا باستخدام نفس الأسلوب. في عام 1972، تم تخصيص بقايا يوتا (على الجانب الشمالي الغربي من الجزيرة) كنصب تذكاري للرجال الثمانية والخمسين الذين ما زالوا في الداخل.
على الرغم من القلق من أنها قد تنتقص من نصب أريزونا التذكاري، في عام 1998 تم نقل يو أس أس ميسوري من ولاية واشنطن إلى جزيرة فورد. بعد عام من التحول إلى متحف، افتتحت السفينة للزوار في 29 يناير 1999. في 7 ديسمبر 2006، في الذكرى 65 للهجوم على بيرل هاربر، افتتح متحف الطيران للزوار في حظيرة 37 بعد أكثر من عشر سنوات من التخطيط. في 7 ديسمبر 2007، أقيم حفل مشترك من قبل إدارة المتنزهات الوطنية واللجنة التذكارية ليو أس أس أوكلاهوما لتكريس نصب تذكاري للسفينة خارج مدخل متحف يو أس أس ميسوري على الجانب الشمالي الشرقي من الجزيرة. وقع متحف الطيران في المحيط الهادئ بيرل هاربر عقد إيجار مع البحرية الأمريكية في 2 سبتمبر 2010، لبرج مراقبة جزيرة فورد، الذي أرسل أول تنبيه لاسلكي للهجوم، وبدأ ترميمه.

## السينما والتلفزيون
فيلم 1965، صُوِر فيلم في طريق الأذى بطولة جون واين في جزيرة فورد. قام سكان الجزيرة بإعادة تمثيل مشهد خيالي قبل الهجوم، يصور الضباط وزوجاتهم في حفلة مسبح، في ذكرى الهجوم في أواخر عام 2001. في عام 1970، تم إعادة طلاء برج المراقبة في الجزيرة لتصوير تورا! تورا! تورا!. شهدت بوينغ بي-17 القلعة الطائرة المستخدمة في الإنتاج خللاً في معدات الهبوط وسقطت في جزيرة فورد، وتم تضمين هبوطها في الفيلم.

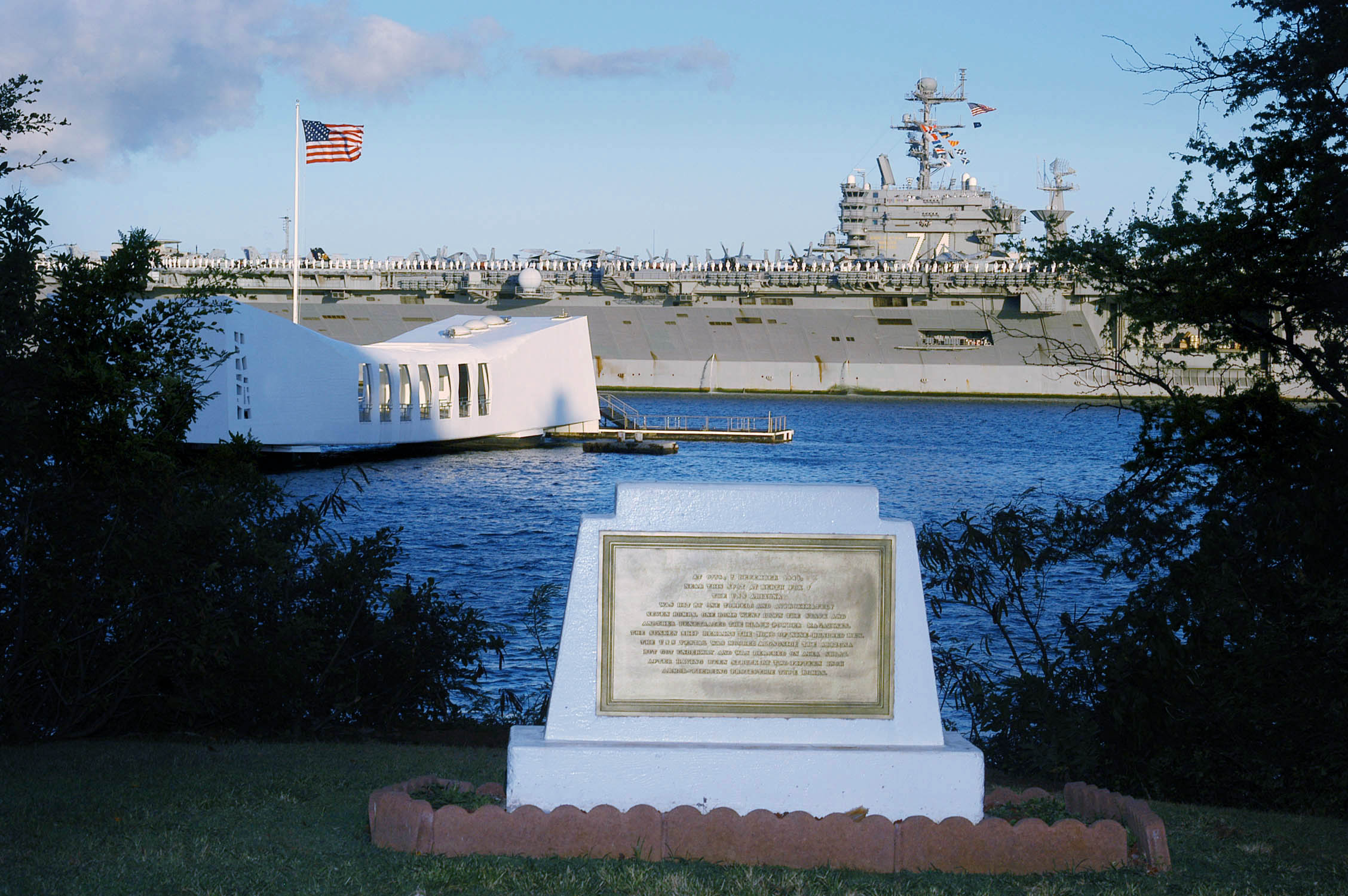
لوحة تذكارية في جزيرة فورد، وتواجه النصب التذكاري يو أس اس أريزونا.

في أبريل 2000، بدأ التصوير في فيلم بيرل هاربر لمايكل بي. قبل التصوير، اجتمع فريق وطاقم العمل على النصب التذكاري يو أس أس أريزونا لوضع إكليل زهور من شركة توتشستون بيكشرز، وجيري بروكهايمر، وبي. جلب المنتجون 15 طائرة قديمة إلى جزيرة فورد، ووضعوها في حظيرة واحدة للتصوير. بالإضافة إلى ذلك، قاموا بإعادة 15 سفينة إلى بيرل هاربر من أجل القصف الحي (بدون إغراقها). تم تحويل غرفة عمليات برج المراقبة إلى ثكنات للتصوير. أعرب متحف الطيران في المحيط الهادئ عن أمله في أن يزيد الفيلم من الوعي العام بالبرج ويحفز الدعم على ترميمه. أظهر بي الأهمية التاريخية لجزيرة فورد: «لدي ذاكرة حية تظهر الطاقم حول جزيرة فورد خلال مرحلة ما قبل الإنتاج. لقد جئنا من عند لوحة على الجانب الآخر مباشرة حيث أريزونا الغارقة، وهو المكان الذي ضرب فيه طوربيد منذ ما يقرب من ستة عقود. وقف طاقم العمل في صمت لمدة ثلاث دقائق على مرأى هذا النصب الصغير، وكانت لحظة مهيبة بالنسبة لنا جميعًا، وأعتقد أنه ساعد الطاقم على تقدير المهمة التي كان على وشك البدء بها». أثناء التصوير، تحطمت الطائرة Vultee BT-13 Valiant التي استخدمت كقاذفة طوربيد في الجزيرة.
في عام 2010، اختار المسلسل التلفزيوني هاواي فايف أو سفينة Cove الحربية، وهو مجتمع سكني يقع خارج رصيف متحف يو أس أس ميسوري، كموقع للحلقة. أظهرت الحلقة، حيث سيارات الشرطة تسير في شوارع تينيسي ونيفادا، عددًا من منازل جزيرة فورد، وظهر بعض السكان كإضافات. في تلك السنة، ظهر بيتر بيرغ في يو إس إس ميسوري في فيلم سفينة حربية. تم نقل السفينة، التي تم سحبها من جزيرة فورد للصيانة، إلى البحر للانتهاء من الصيانة وإعادتها للمرفأ للتصوير. كان يأمل مايكل كار، رئيس النصب التذكاري للبارجة ميسوري، أن يزيد الفيلم عدد زوار متحف جزيرة فورد.